# Hasta el Amanecer
Hasta el Amanecer és una cançó del cantant porto-riqueny Nicky Jam que va cantar en l'any 2016. Aquest cançó es la mes popular que Nicky Jam te en el seu àlbum Fénix.
La seua emissió fou prohibida a la televisió i ràdio de Malàisia el 2017.